# Agriades
Agriades is een geslacht van vlinders uit de familie van de kleine pages, vuurvlinders en blauwtjes (Lycaenidae). De wetenschappelijke naam van het geslacht werd voor het eerst gepubliceerd in 1819 door Jacob Hübner. De typesoort is Papilio glandon De Prunner, 1798

## Soorten
- A. aegagrus (Christoph, 1873)
- A. alexis (Scopoli, 1763)
- A. alexius (Frey, 1858)
- A. amica (Edwards, 1863)
- A. amphiroe (Oberthür, 1910)
- A. aquilo (Boisduval, 1832)  - Arctisch mansschildblauwtje
- A. arcaseia (Fruhstorfer, 1916)
- A. asiatica (Elwes, 1882)
- A. cassiope Emmel & Emmel, 1998
- A. corydonius (Herrich-Schäffer, 1852)
- A. dardanus (Freyer, 1845) -  Balkan mansschildblauwtje
- A. diodorus (Bremer, 1861)
- A. dis (Grum-Grshimailo, 1891)
- A. ellisi Marshall, 1882
- A. errans (Riley, 1927)
- A. forsteri Sakai, 1978
- A. glandon (De Prunner, 1798) - Noordelijk mansschildblauwtje
- A. hylas (Schiffermüller, 1776)
- A. jaloka (Moore, 1875)
- A. janigena (Riley, 1922)
- A. kumukuleensis (Huang & Murayama, 1988)
- A. kurtjohnsoni Bálint, 1997
- A. lamasem (Oberthür, 1910)
- A. lehanus (Moore, 1878)
- A. luana (Evans, 1915)
- A. morsheadi Evans, 1923
- A. optilete (Knoch, 1781) - Veenbesblauwtje
- A. orbitulus (De Prunner, 1798) - Alpenblauwtje
- A. orbona (Grum-Grshimailo, 1891)
- A. pharis (Fawcett, 1903)
- A. pheretiades (Eversmann, 1843)
- A. podarce (C. Felder & R. Felder 1865)
- A. pyrenaica (Boisduval, 1840) - Zuidelijk mansschildblauwtje
- A. shahidulla (Yoshino, 2003)
- A. sikkima (Harcourt-Bath, 1900)
- A. varvelbona Grum-Grshimailo
- A. walterfoster  (Koçak, 1996)
- A. xiaodongi Huang, 2019
- A. zullichi Hemming, 1933  - Nevada mansschildblauwtje